# رولز رويس هاوك

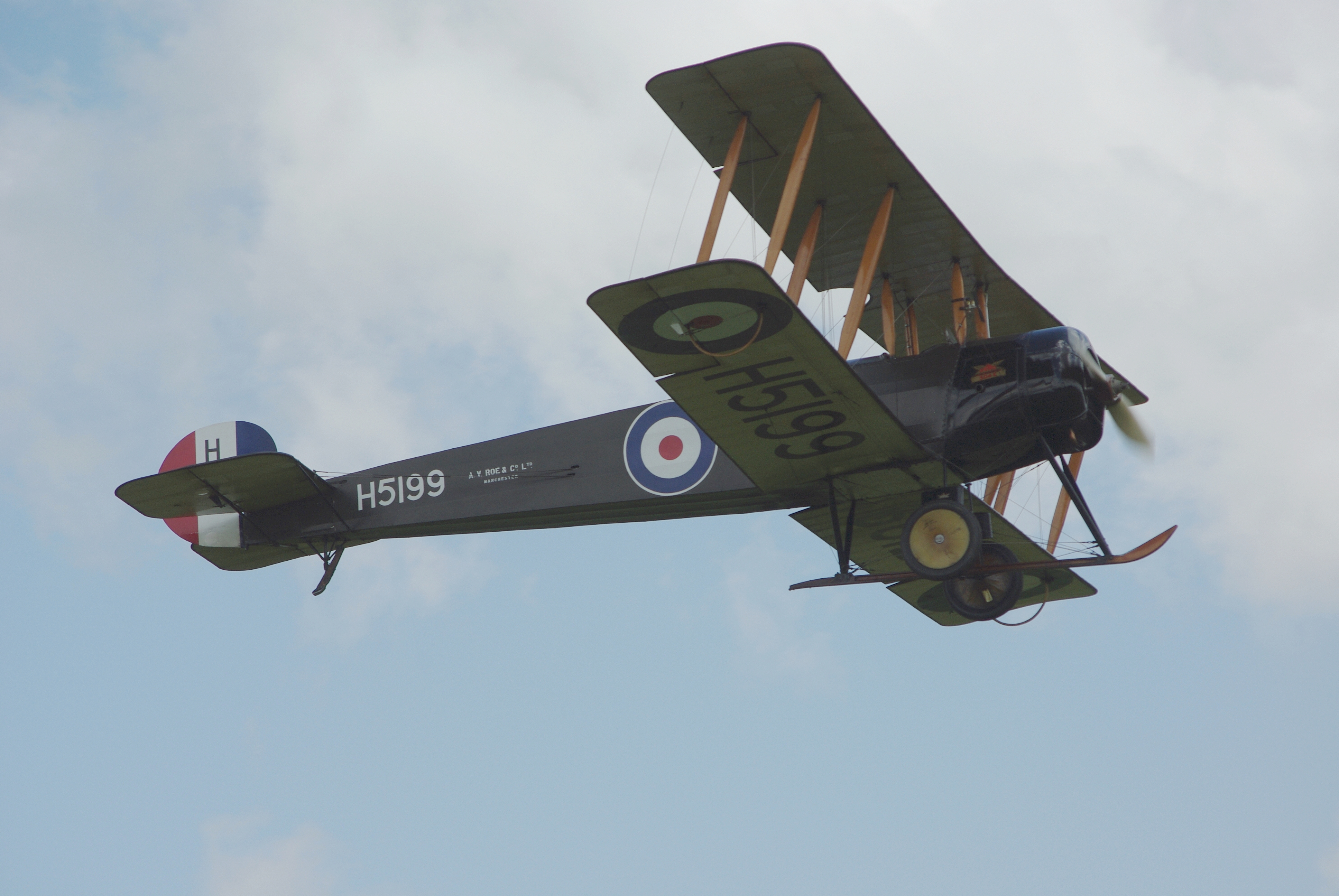
أفرو إف 504

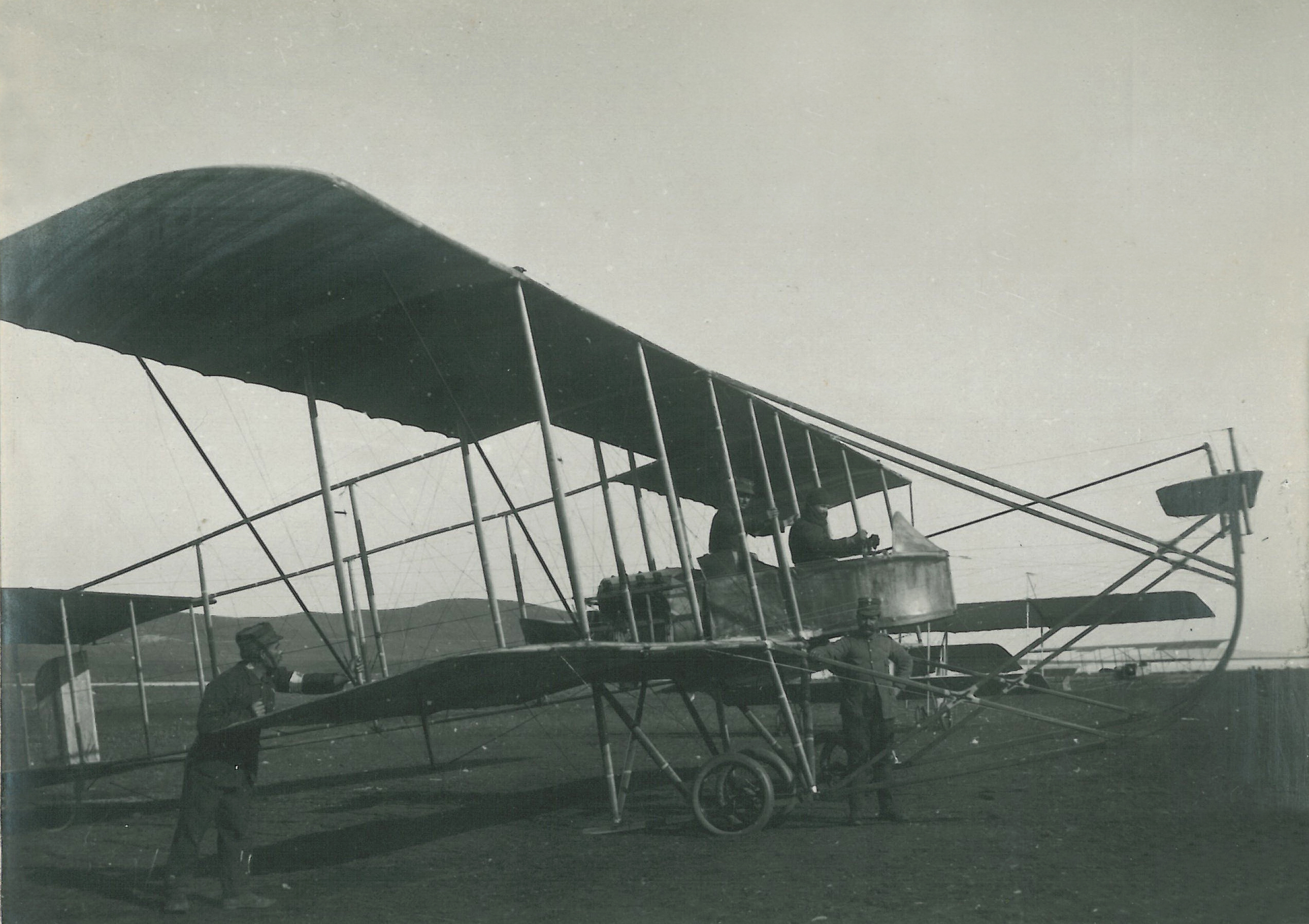
فارمان إم إف 7

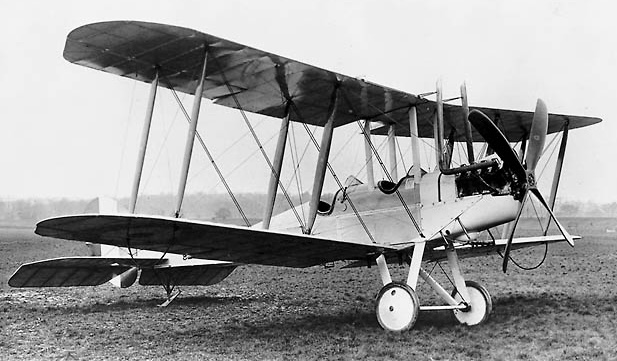
رويال ايركرفت فاكتوري بي إي 2

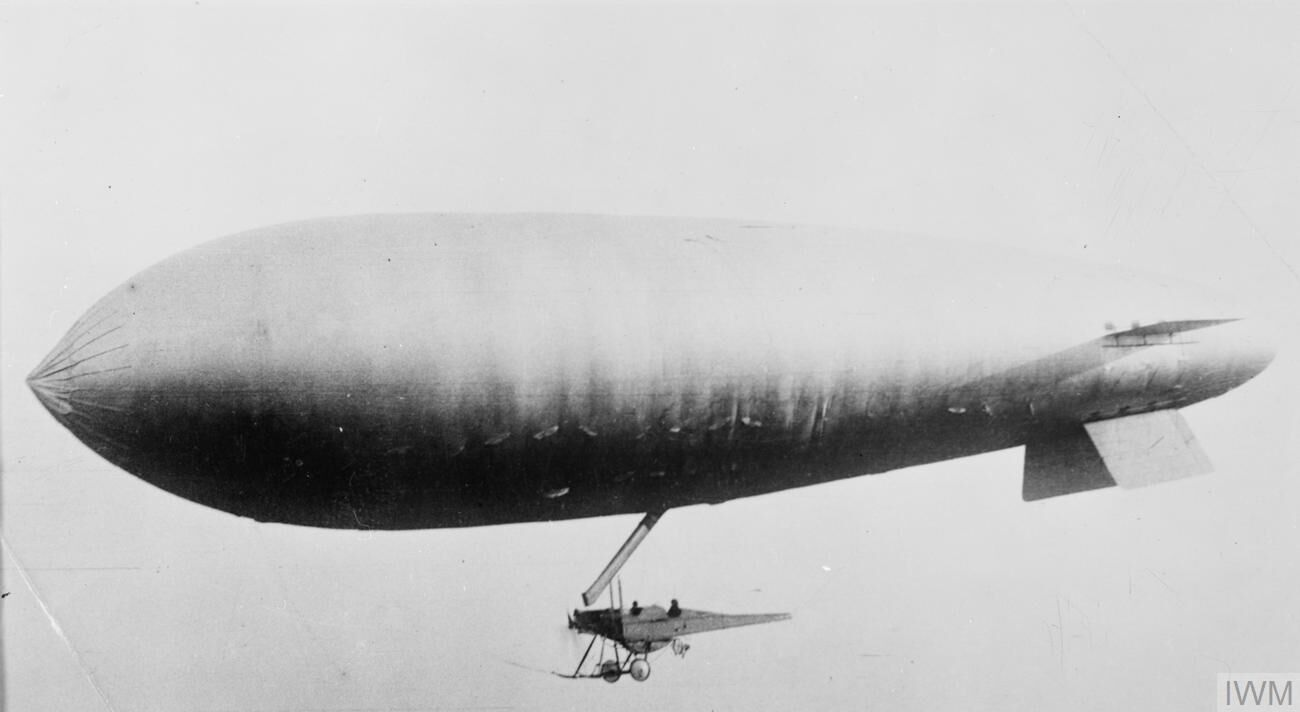
منطاد إس إس

رولز رويس هاوك محرك طائره بريطاني، صُمم بواسطة رولز رويس في عام 1915. تطور من محرك رولز رويس إيجل المكون من 6 اسطوانات.
كانت قدرة المحرك 75 حصان عند سرعة دورانية 1370 دورة/دقيقة، وبحلول فبراير 1916، زادت القدرة الناتجة إلى 91 حصان، ثم زادت إلى 105 حصان بحلول أكتوبر 1918.
بعدما أنهت رولز رويس نماذج المحرك، تم تصنيع محرك الهاوك في بريستول في الفترة ما بين 1915 و 1918، وذلك بترخيص من برازيل ستراكر.
و تم بناء 204 وحدة من المحرك أثناء هذه الفترة، اكتسبت بعدها رولز رويس سمعه جيدة لجودة المحركات.
استخدم العديد من هذه المحركات في تشغيل المناطيد الهوائية الساحلية طراز اس اس زد، التي صُنع منها 76 وحدة.

## التطبيقات
- أفرو إف 504
- فارمان إم إف 7
- رويال ايركرفت فاكتوري بي إي 2
- منطاد إس إس
- منطاد إس إس بي
- منطاد إس إس زد
- منطاد إس إس تي

## مواصفات (هاوك 1)

### مواصفات عامة
- النوع:محرك طائرة مكبسي من النوع الخطي (بالإنجليزية: Inline)، يحتوي على 6 أسطوانة و يبرد بسائل.
- قطر الأسطوانة: 4 بوصة (101.6 مم).
- الشوط:6بوصة (152.4 مم).
- الحجم المزاح:452.3 بوصة تكعيب (7.41 لتر).
- الطول:46.85 بوصة (1190 مم).
- العرض:23.5 بوصة (597مم).
- الارتفاع:35.5 بوصة (902مم).
- الوزن:387 باوند (175.5 كغم).

### المكونات
- الصمامات: عمود حدبات علوي (بالإنجليزية: Overhead camshaft).
- نظام الوقود: 2 مكربنات هواء كلاودل هوبسون إف زد أر.
- نوع الوقود:بترول.
- نظام التبريد: تبريد بسائل.

### الأداء
- القدرة الناتجة:75 حصان (56 كيلو وات)، عند سرعة دورانية 1350 دورة/دقيقه.
- نسبة الانضغاط:1:5.1
- نسبة القدرة إلى الوزن: 0.2 حصان/باوند (0.3 كيلو وات/كغم).

## مزيد من القراءة
- Flight 7 May 1954
- British Airships
- Lumsden, Alec. British Piston Engines and their Aircraft. Marlborough, Wiltshire: Airlife Publishing, 2003. ISBN 1-85310-294-6.
- Pugh, Peter. The Magic of a Name - The Rolls-Royce Story: The First 40 Years. Duxford, Cambridge: Icon Books, 2001. ISBN 1-84046-151-9.
- Taulbut, Derek S. Eagle - Henry Royce’s First Aero Engine, Rolls-Royce Heritage Trust, 2011. ISBN 978-1-872922-40-9.

## وصلات خارجية
- RR-Hawk at Shuttleworth Collection in the UK[وصلة مكسورة]
- RR-Hawk at USAF museum